# 与那嶺圭一
与那嶺圭一（よなみね けいいち）は沖縄県南風原町出身のタレント。演劇集団TEAM SPOT JUMBLE所属。沖縄の特撮テレビドラマ闘牛戦士ワイドー、琉神マブヤーなどに出演。テレビ、ラジオ、CM、舞台などにも出演。本名は與那嶺圭一と表記する。

## 出演

### 映画
- パッチギ! LOVE&PEACE（2007年） - ヤップ島の日本兵 役
- 風之舞（2007年）
- 天国からのエール（2011年）
- 琉神マブヤーTHE MOVIE 七つのマブイ（2011年） - 空港の警備員 役
- 天の茶助（2015年）

### テレビ
- 琉神マブヤーシリーズ（琉球放送） - ハブクラーゲン 役[2]
  - 琉神マブヤー外伝 SO!ウチナー（2009年10月17日-2010年1月16日）
  - 琉神マブヤー2（2010年10月2日 - 12月25日）
  - 琉神マブヤー3（2011年10月1日 - 12月24日）
  - 琉神マブヤー1972レジェンド（2012年10月6日 - 12月29日）
  - 琉神マブヤー4（2013年10月5日 - 12月28日）
  - 琉神マブヤー5（2015年10月4日 - 12月26日）
- リュウキュウoneミニッツ 第2弾 「ムヌマイ」（2011年、RBCビジョン）
- 運命の人（2012年、TBS） - 新聞記者 役
- 押忍!!ふんどし部! シーズン2～南海怒濤篇～（2014年、テレビ神奈川）
- 闘牛戦士ワイドーシリーズ[3]（琉球放送） - ドクドクカチャーサー 役
  - 闘牛戦士ワイドー（2018年4月7日 - 6月9日）
  - 闘牛戦士ワイドー2（2019年7月6日 - 10月5日）
- 安全+第一 大知マンシリーズ（沖縄テレビ） - 羽生蔵人 役
  - 安全+第一 大知マン（2020年1月25日 - 3月28日）
  - 安全+第一 大知マン2（2021年10月23日 - 12月25日）
  - 安全+第一 大知マン3（2024年1月13日 - 3月30日）
- 沖縄復帰50年特別企画「オキナワ強者列伝」（沖縄テレビ）
  - 第1回「経済」の強者（チューバー）
  - 第4回「女性」の強者（チューバー）
- オキナワンヒーローズ（2022年4月27日 - 6月29日、沖縄テレビ） - ハブクラーゲン 役
- うまんちゅひろば（沖縄テレビ・琉球朝日放送） - キノボー 役（声）
- ワッターまちやぐゎー（沖縄テレビ）
- 琉球トラウマナイト リアルストーリー 2022（2022年、沖縄テレビ）

### 配信ドラマ
- ゲート・オン・ザ・ホライズン～GOTH～（2025年4月18日- 、FOD）

### 舞台
- 9人の迷える沖縄人 - 若者 役[4]
- 君にハイキック助走公演「君に本気でコント」（2023年3月11日、3月12日 アトリエ銘苅ベース）[5]
- KHK第1回公演 KHKDJ～DRAGON OF JUGGERNAUT〜（2024年9月7日、9月8日 うるマルシェ）[6]
- 生きているから 〜対馬丸ものがたり〜（2025年8月16日、8月17日〈予定〉 那覇文化芸術劇場なはーと 大劇場）[7]

### ラジオ
- マジムンラジオ（RBCiラジオ） - ハブクラーゲン 役
- TSJの今夜もゲネプロ～緞帳上がります！～（FM沖縄）
- TSJのラジオdeいざコザ（FMコザ）
- 君にハイキック（FMコザ）

### CM
- 海邦銀行
- 参議院議員通常選挙
- キリンチューハイ　氷結透明ダンス編（全国）
- ろうきん相談男リターンズ
- ジェイウォーム
- ＫＢＣ学園グループ
- Big１
- マックスバリュ火水ぴか市
- 沖縄ろうきんろうきんズシリーズ　自動車ローン篇　住宅ローン・マンション篇ラジオコマーシャル